# Paulhac-en-Margeride
Paulhac-en-Margeride (okzitanisch: Paulhac de Marjarida) ist eine südfranzösische Gemeinde mit 92 Einwohnern (Stand: 1. Januar 2022) im Département Lozère in der Region Okzitanien. Die Gemeinde gehört zum Arrondissement Mende und zum Kanton Saint-Alban-sur-Limagnole. Die Einwohner werden Paulhacois genannt.

## Lage
Paulhac-en-Margeride ist die nördlichste Gemeinde des Départements Lozère. Sie liegt im Bergland Margeride, am Fluss Desges, in der historischen Landschaft des Gévaudan. Umgeben wird Paulhac-en-Margeride von den Nachbargemeinden Auvers im Norden, La Besseyre-Saint-Mary im Norden und Nordosten, Saugues im Osten und Südosten, Le Malzieu-Forain im Süden, Saint-Privat-du-Fau im Westen und Südwesten, Julianges im Westen sowie Clavières im Nordwesten.

## Bevölkerungsentwicklung
| Jahr                       | 1962 | 1968 | 1975 | 1982 | 1990 | 1999 | 2006 | 2018 |
| Einwohner                  | 211  | 192  | 178  | 154  | 127  | 120  | 110  | 101  |
| Quellen: Cassini und INSEE |      |      |      |      |      |      |      |      |

## Sehenswürdigkeiten
- alte Kapelle Notre-Dame-de-Beaulieu
- Wegkreuz Croix de Fau